# 禾山街道
禾山街道是中国福建省厦门市湖里区下辖的一个街道。

## 历史沿革
2004年7月1日，禾山镇撤销，并设立江头街道、禾山街道和金山街道。

## 行政区划
禾山街道共辖7个社区，分别是：枋湖社区、坂尚社区、钟宅畲族社区、岭下社区、围里社区、禾欣社区和禾盛社区。